# ان‌جی‌سی ۲۶۸۳
ان‌جی‌سی ۲۶۸۳ یک کهکشان مارپیچی بدون میله کشف شده توسط ویلیام هرشل در ۵ فوریه ۱۷۸۸ است. نام دیگر این کهکشان «کهکشان یوفو» است.. این کهکشان از زمین تقریباً از لبه دیده می‌‌شود و فاصله آن بین ۱۶ تا ۲۵ میلیون سال نوری است. همچنین این کهکشان با سرعت ۴۱۰ کیلومتر بر ثانیه (۲۵۰ مایل بر ثانیه) از زمین و با سرعت  ۳۷۵ کیلومتر بر ثانیه (۲۳۳ مایل بر ثانیه) از مرکز کهکشانی دور می‌شود. نور قرمز شده از مرکز کهکشان به خاطر غبار میان ستاره‌ای ظاهراً زرد دیده می‌شود.